# Modo hipofrigio
El modo hipofrigio (deuterus plagalis), que literalmente significa "debajo de frigio (segundo plagal)", es un modo musical o escala diatónica en la teoría del canto medieval,
El cuarto modo de música de iglesia.
Este modo es la contraparte plagal del tercer modo auténtico, que se llamaba frigio.
En la Edad Media y el Renacimiento, este modo se describió de dos maneras:
la escala diatónica de B a B una octava arriba, dividido en el modo final E (B – C – D – E + E – F – G – A – B); y como modo con E final y ambitus de la A a continuación
a la C arriba. La nota A sobre la final (el tenor del cuarto tono de salmo correspondiente)
tenía una función melódica importante (Powers 2001b, 38). El rango melódico de lo eclesiástico
El modo hipofrigio, por lo tanto, va desde el cuarto perfecto o quinto debajo del tónico al quinto perfecto o sexto menor arriba.
Especies de octavas hipofrigias griegas antiguas en E (la línea de compás marca el comienzo del tetracord enarmónico,unido a un segundo tetracordio) El nombre Hipofrigio se origina en una especie de octava de la teoría de la música griega antigua.
Según Aristoxenus, esta especie de octava fue originalmente descrito alrededor del año 400 aC por la escuela armónica de Eratocles en términos del género enarmónico del tetracordio: una serie de intervalos ascendentes de dos cuartos de tono seguido de un ditono, juntos abarcando un cuarto perfecto.
La especie de octava Dorian comienza con este tetracordio, que es seguido por un tono completo y otro tetracordio para completar el
octava con un patrón de ¼, ¼, 2, 1, ¼, ¼ y 2 tonos.
Este patrón se gira hacia abajo un grado para el hipolidio, y uno más para el Hipofrigio, para una especie de octava de 2, 1, ¼, ¼, 2, ¼ y ¼ tonos (Barker 1989, 15).
El nombre fue apropiado por Ptolomeo de Alejandría para una de sus siete claves de tonoi o transposición. El sistema de Ptolomeo difería del modelo aristoxeniano anterior, que tenía trece niveles de transposición cada uno un semitono de sus vecinos. Ptolomeo sustituyó una secuencia diatónica de siete transposiciones con un tono completo o un semitono aparte. Todo el sistema de escala de doble octava se transpuso a cada uno de estos niveles de tono relativo, lo que requiere (en términos modernos) una firma clave diferente en cada caso y, por lo tanto, una secuencia diferente de pasos completos y medios en el intervalo de octava central fijo. La transposición hipofrigia fue la segunda más baja de estas, un tono completo por encima de la hipodoriana. Un tono más alto fue el Hypolydian, seguido de un semitono aún más alto por el Dorian, luego de otro tono completo por el Frigio, y así sucesivamente (Powers 2001c; Richter 2001). Cuatro siglos después, el término fue tomado de Ptolomeo exactamente en el mismo sentido por Boecio, quien describió estos siete nombres como "toni, tropi, vel modi" (tonos, tropos o modos) en el cuarto libro de su De institue musica. A finales del siglo IX, en los tratados carolingios Alia musica y en un comentario sobre ella llamado Nova expositio, este conjunto de siete términos, complementado por un octavo nombre, "hipermixolidiano", recibió un nuevo sentido, designando un conjunto de diatónicos. especies de octavas, descritas como las realizaciones tonales de los ocho modos del canto gregoriano (Powers 2001a).
Missa Mi-mi (Missa quarti toni) de Johannes Ockeghem es un ejemplo bien conocido de una obra escrita en el modo hipofrigio.
- Datos: Q1641387